# Adriano Visconti
Adriano Visconti di Lampugnano (ur. 11 listopada 1915 w Trypolisie, zm. 29 kwietnia 1945 w Mediolanie) – włoski arystokrata, pilot wojskowy, w czasie II wojny światowej jeden z asów myśliwskich, z co najmniej 10 zestrzeleniami dla Regia Aeronautica i Aeronautica Nazionale Repubblicana. W 1945 roku został zamordowany przez komunistycznych partyzantów w Mediolanie.

## Życiorys
Adriano Visconti pochodził z arystokratycznej rodziny, jego ojciec Galeazzo był uczestnikiem wojny trypolitańskiej, po której osiadł w Libii. Adriano Visconti wstąpił do Accademia Aeronautica w Casercie, ukończył ją w 1939 roku. Przydzielony do 159. eskadry 12. dywizjony, 50. pułku szturmowego (159ª Squadriglia 12ºGruppo 50º Stormo) bazującego w Tobruku, latał początkowo na samolocie Breda Ba.65. Z powodów dyscyplinarnych został wkrótce przeniesiony do 23. eskadry 2. dywizjonu Aviazione Presidio Coloniale, latającej na Ca.309 Ghilbi. Zaatakowany podczas lotu rozpoznawczego przez trzy brytyjskie myśliwce Gloster Gladiator, zdołał dzięki swym umiejętnościom uniknąć zestrzelenia. Za okazane męstwo przywrócono go do poprzedniej jednostki i odznaczono brązowym Medalem za Męstwo Wojskowe.
Po okresie lotów szturmowych na nie spełniających wymogów pola walki Ba.65, 159. eskadra została rozwiązana, zaś Visconti przeniesiony do 76. eskadry myśliwskiej, wyposażonej w MC.200. Latał między innymi w eskorcie wypraw bombowych oraz na samodzielne loty rozpoznawcze nad Maltę. Na początku 1942 roku eskadra została przezbrojona w dolnopłaty MC.202. Swoje pierwsze zwycięstwo powietrzne odniósł Visconti 15 czerwca 1942 roku nad Pantellerią, 13 sierpnia zaś dwa kolejne. W 1943 roku został wraz z jednostką przeniesiony do Tunezji, gdzie wziął udział w ostatnim etapie walk w Afryce Północnej, jako dowódca 76. eskadry w stopniu kapitana. Do kapitulacji wojsk Osi odniósł trzy zwycięstwa powietrzne. Jako jeden z niewielu włoskich pilotów zdołał uciec na swym samolocie na Sycylię.
Mianowany dowódcą 310. eskadry myśliwsko-rozpoznawczej, latającej na specjalnie przystosowanych MC.205, wziął udział w walkach na Sycylii. Po kapitulacji, 9 września przeleciał na lotnisko Guidonia pod Rzymem, przewożąc w kokpicie swojej jednoosobowej maszyny trzech innych pilotów. Przyłączył się do lotnictwa Włoskiej Republiki Socjalnej, walczącego wspólnie z Niemcami przeciwko Aliantom. Awansowany do stopnia majora, został dowódcą 1º Gruppo caccia „Asso di bastoni”. Odniósł kolejne cztery zwycięstwa powietrzne, zestrzeliwując dwa P-38 i dwa P-47. W kwietniu 1945 roku negocjował warunki kapitulacji swojej jednostki. Uwięziony w Mediolanie, został zamordowany przez komunistycznych partyzantów 29 kwietnia 1945 roku.
Był czterokrotnie odznaczony srebrnym i dwukrotnie brązowym Medalem za Męstwo Wojskowe oraz niemieckim Krzyżem Żelaznym II klasy.